# Mai 1943 – Die Zerstörung der Talsperren
Mai 1943 – Die Zerstörung der Talsperren (im Original The Dam Busters) ist ein britischer Kriegsfilm des Regisseurs Michael Anderson aus dem Jahr 1955. Dem Film liegen die wahren Begebenheiten der Operation Chastise, der Zerstörung mehrerer Talsperren, am 17. Mai 1943 zugrunde. Das Drehbuch basiert hierbei auf den Büchern The Dam Busters von Paul Brickhill und Enemy Coast Ahead von Geschwaderkommodore Guy Gibson. Die Erstaufführung in Deutschland fand am 17. Januar 1975 im deutschen Fernsehen (ZDF) statt.

## Handlung
Der Ingenieur Barnes Wallis arbeitet für das britische Luftfahrtministerium und beim Flugzeughersteller Vickers. Zudem hat er eine Spezialbombe, die Rollbombe, zur Zerstörung von  Talsperren entwickelt: Diese Bombe wird in einiger Entfernung von der Staumauer an der Seeseite einer Talsperre abgeworfen und springt wie ein Kieselstein über die Wasseroberfläche, um Torpedonetzen auszuweichen, bevor sie an der Mauer auf den Grund des Stausees sinkt, um dort zu explodieren. Wallis errechnet, dass die angreifenden Flugzeuge sehr niedrig anfliegen müssen, damit die Bomben im richtigen Winkel auf die Wasseroberfläche auftreffen. Als er seine Ergebnisse dem Ministerium mitteilt, wird der Plan wegen fehlender Produktionskapazität zu den Akten gelegt.
Der verärgerte Wallis sucht den Befehlshaber der britischen Bomberflotte, Sir Arthur Harris, auf. Zuerst ist Harris nicht überzeugt, doch nach einiger Zeit erkennt er die Möglichkeiten dieses Planes. Es gelingt Harris, den Premierminister zu überzeugen, der damit das Projekt starten lässt.
Für diese Operation wird eine spezielle Bomberstaffel mit Flugzeugen vom Typ Avro Lancaster gebildet, die No. 617 Squadron unter dem Kommando von Wing Commander Guy Gibson. Gibson rekrutiert erfahrene Besatzungsmitglieder, die Flüge bei niedriger Höhe absolviert haben. Während die Einheit trainiert, ergeben sich Probleme mit den Bomben, die durch die Wucht des Aufschlags auf dem Wasser auseinanderbrechen. Die Bomber müssen also noch niedriger anfliegen. Nach einigen Wochen Training startet die Operation Chastise.
Bei den Angriffen auf mehrere Dämme werden einige Bomber abgeschossen. Dennoch gelingt der Mission, zwei der Staumauern, die der Möhnetalsperre und die des Edersees, zu brechen.

## Hintergrund

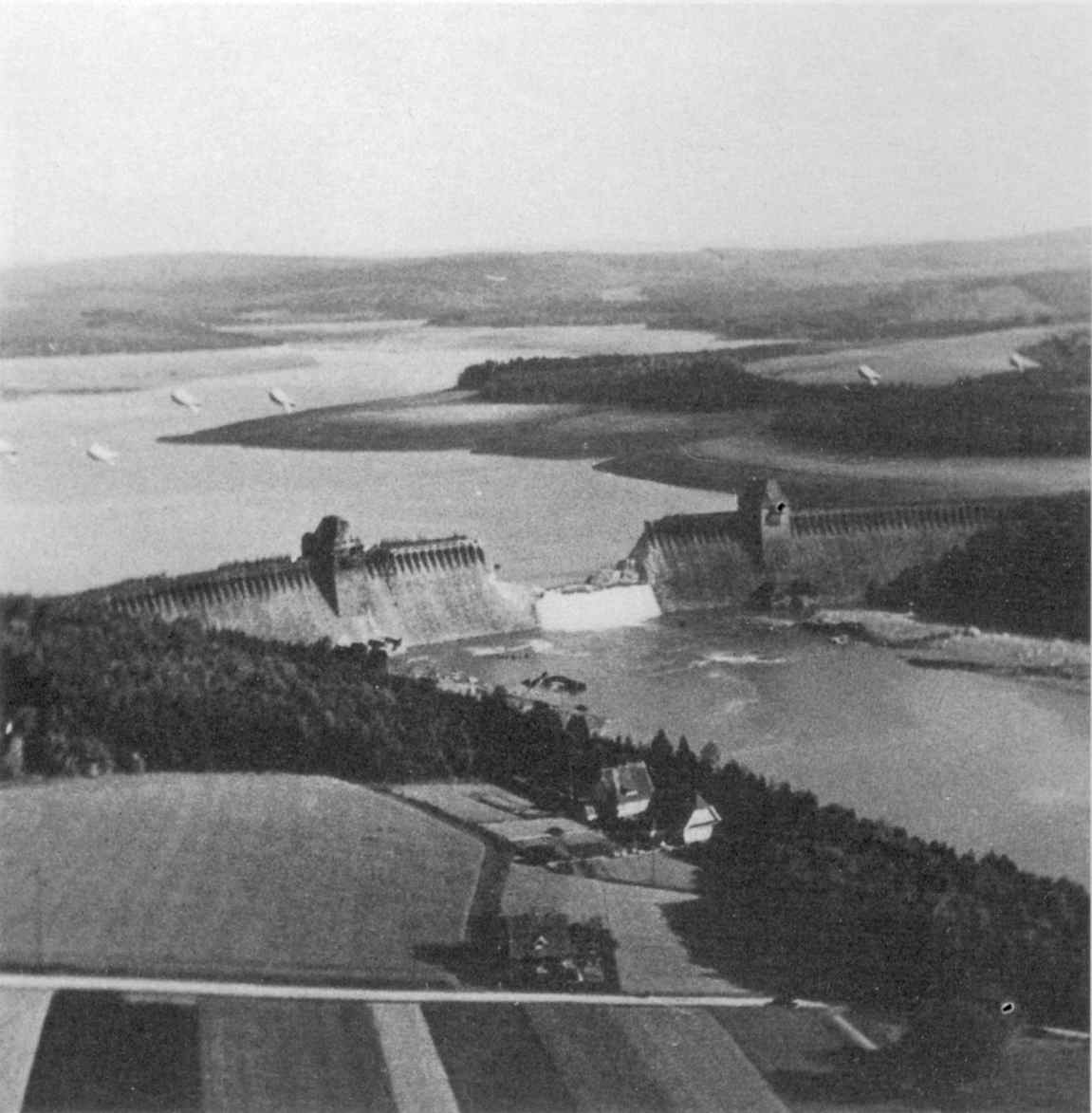
Möhnesee-Staumauer nach dem Angriff

Die Außenaufnahmen des Films wurden an Talsperren im Peak District National Park, Derbyshire, gedreht. Die Szenen der Bombentests wurden in denselben Tanks des National Physical Laboratory in Teddington gedreht, in denen sie zwölf Jahre vorher auch stattgefunden hatten.
In der englischen Originalfassung des Films bringt derselbe Sprecher die Nachricht von der Operation über den Äther wie am 18. Mai 1943.
In einer im Abspann nicht erwähnten Kleinrolle als Wachsoldat ist Patrick McGoohan zu sehen. Diese Rolle war sein Debüt auf der Kinoleinwand. Für Robert Shaw war es die zweite Kinofilmrolle (die erste, bei der er erwähnt wurde).
Militärischer Berater des Films war Captain J. N. H. Whitworth.
Der Regisseur George Lucas wurde durch die Angriffsszenen für sein Finale von Krieg der Sterne (1977) beeinflusst. Einige Szenen des Angriffs auf den Todesstern sind im Ablauf und Aufbau den Angriffsszenen in diesem Film nachempfunden. Ebenso sind sich einige Dialogszenen in den Originalfassungen beider Filme ähnlich.
Im 1982 entstandenen Kinofilm The Wall mit der Musik von Pink Floyd läuft im Hotelzimmer des Protagonisten wiederholt der Fernseher mit Szenen aus The Dam Busters. Beiden Filmen ist gemein, dass sie schildern, wie mit allen Mitteln versucht wird, eine Mauer bzw. Wand zu durchbrechen.

## Historische Fakten

### Personen
Geschwaderkommodore Guy Gibson (1918–1944) war der erste Kommandeur der 617. Squadron. Für seinen Erfolg bei der Operation Chastise wurde er mit dem Victoria Cross ausgezeichnet. Am 19. September 1944 starb er bei einem Absturz seiner Maschine bei einem Erkundungsflug über Belgien.
Sir Barnes Neville Wallis (1887–1979) war der Ingenieur und Wissenschaftler, der die Rollbomben entwickelte, mit denen die Talsperren bombardiert wurden.
Sir Arthur Travers Harris (1892–1984) war der Oberkommandierende des britischen Bomberkommandos, sowie Luftmarschall der britischen Royal Air Force. Er war maßgeblich an der Entwicklung des sogenannten Feuersturms beteiligt, bei der entstehende Brände nach den Bombenabwürfen zu großen Feuerwalzen werden sollten. Er, der auch Bomber-Harris genannt wurde, ordnete neben dem „Tausend-Bomber-Angriff“ auf Köln auch die Bombardierung von Hamburg, Dresden, Pforzheim, Mainz, Würzburg, Darmstadt und Hildesheim an. Im September 1945 quittierte er nach einem Streit mit Premierminister Clement Attlee seinen Dienst und wanderte nach Südafrika aus.

### Operation Chastise
Bei der Operation Chastise (zu deutsch: Züchtigung) wurden in der Nacht vom 16. auf den 17. Mai 1943 von der 617. Squadron der RAF die Staumauern von Möhnesee, Edersee, Sorpesee, Ennepetalsperre sowie des Diemel- und Listersees angegriffen. Die Staumauern von Möhne- und Edersee wurden zerstört; die Angriffe auf die weiteren Absperrbauwerke schlugen fehl. Durch diese Operation starben bis zu 2400 Menschen am Boden, viele von ihnen in einem der Möhne nahegelegenen Kriegsgefangenenlager. Am Angriff waren 133 Soldaten der RAF beteiligt. 53 starben, drei sprangen mit dem Fallschirm ab und kamen in deutsche Kriegsgefangenschaft.
Die von den Alliierten erwarteten, weiterführenden Beeinträchtigungen der Kriegsindustrie des Deutschen Reiches (z. B. der Panzerbau bei Henschel in Kassel) wurden nicht erreicht. Neben denjenigen aus der deutschen Zivilbevölkerung waren mehr als die Hälfte der Opfer alliierte Kriegsgefangene.

## Kritiken
„Fesselnd, mit präziser Regie und sehr menschlich gezeichneten Figuren, übergeht der Film jedoch völlig die unvorhergesehenen Folgen der nur vermeintlich kriegswichtigen Operation für die Zivilbevölkerung.“

„Packendes Kriegsdrama nach Tatsachen. Feiner Genreklassiker, intelligent gemacht.“

## Auszeichnungen
- Oscarverleihung 1956: Nominierung in der Kategorie Beste visuelle Effekte – George Blackwell und Gilbert Taylor
- British Film Academy Award 1956: Nominierungen in den Kategorien Bester Film, Bester britischer Film und Bestes Drehbuch

Das British Film Institute wählte The Dam Busters im Jahr 1999 auf Platz 68 der besten britischen Filme des 20. Jahrhunderts.